# Karang Taliwang
Karang Taliwang is een bestuurslaag in het regentschap Mataram van de provincie West-Nusa Tenggara, Indonesië. Karang Taliwang telt 6313 inwoners (volkstelling 2010).